# بازآرایی-۲٬۱
بازآرایی-۲،۱(به انگلیسی: 1,2-rearrangement یا 1,2-migration یا 1,2-shift) گونه‌ای از واکنش بازآرایی در شیمی آلی است که طی آن یک زنجیره جانبی در یک ترکیب آلی از محل خود جدا شده و به اتم دیگری متصل شده و استخلاف جدیدی را ایجاد می‌کند.

## برخی از انواع بازآرایی-۲،۱
- بازآرایی بکمان
- بازآرایی بروک
- بازآرایی کورتیوس
- واکنش فریدل–کرافتس
- بازآرایی هافمن
- واکنش SN1
- بازآرایی ولف
- بازآرایی۲،۱-ویتیگ
- Alpha-ketol rearrangement
- نوآرایی بنزیلیک اسید
- بازآرایی کریگه
- Dowd–Beckwith ring expansion reaction
- بازآرایی فاورسکی
- بازآرایی فریچ–بوتنبرگ–ویشل
- Halogen dance rearrangement
- Lossen rearrangement
- بازآرایی پیناکول
- Seyferth–Gilbert homologation
- بازآرایی استیونز
- Wagner–Meerwein rearrangement
- بازآرایی وستفالن–لتره